# Stratton (Colorado)
Stratton é uma cidade  localizada no estado americano de Colorado, no Condado de Kit Carson.

## Demografia
Segundo o censo americano de 2000, a sua população era de 669 habitantes.
Em 2006, foi estimada uma população de 627, um decréscimo de 42 (-6.3%).

## Geografia
De acordo com o United States Census Bureau tem uma área de
1,2 km², dos quais 1,2 km² cobertos por terra e 0,0 km² cobertos por água. Stratton localiza-se a aproximadamente 1345 m acima do nível do mar.

## Localidades na vizinhança
O diagrama seguinte representa as localidades num raio de 40 km ao redor de Stratton.